# Arachnothelphusa melanippe
Arachnothelphusa melanippe е вид ракообразно от семейство Gecarcinucidae. Видът е световно застрашен, със статут Уязвим.

## Разпространение
Разпространен е в Индонезия (Калимантан) и Малайзия (Сабах).